# Едуард Торндайк
Едуард Лий Торндайк (на английски: Edward Thorndike) е американски психолог, известен със Закон за ефекта.

## Биография
Роден е на 31 август 1874 година в Уилямсбърг, САЩ. Учи при Уилям Джеймс в Харвардския университет и прави психологически изследвания върху животни. Прилага изследователски техники за животни при деца. През 50-те години, прекарани в Колумбийския университет, провежда изследвания и преподава върху човешкото учене, обучението и тестиране на умствените способности.
Умира на 9 август 1949 година в Монтроуз на 74-годишна възраст.

## Научна дейност
Торндайк смята, че психологията трябва да изучава поведението, а не психичните елементи или съзнателния опит. За него единиците „стимул-реакция“ са елементите на поведението, тухлите, от които са конструирани по-сложните поведения.
През 1898 година Торндайк открива Закона за ефекта, който е сходен на Закона за подкреплението на Павлов, формулиран четири години по-късно. Законът на ефекта се определя като формиране или потушаване на тенденция за реагиране. През 30-те години, посветени на изследване на Закона за ефекта при хората, Торндайк стига до извода, че награждаването на реакцията е ефективно при формирането или засилването на поведението, но наказването няма сравним отрицателен ефект върху потушаването, а по-скоро удължената неупотреба на реакцията води до отслабване на поведението.